# Supergigante azul

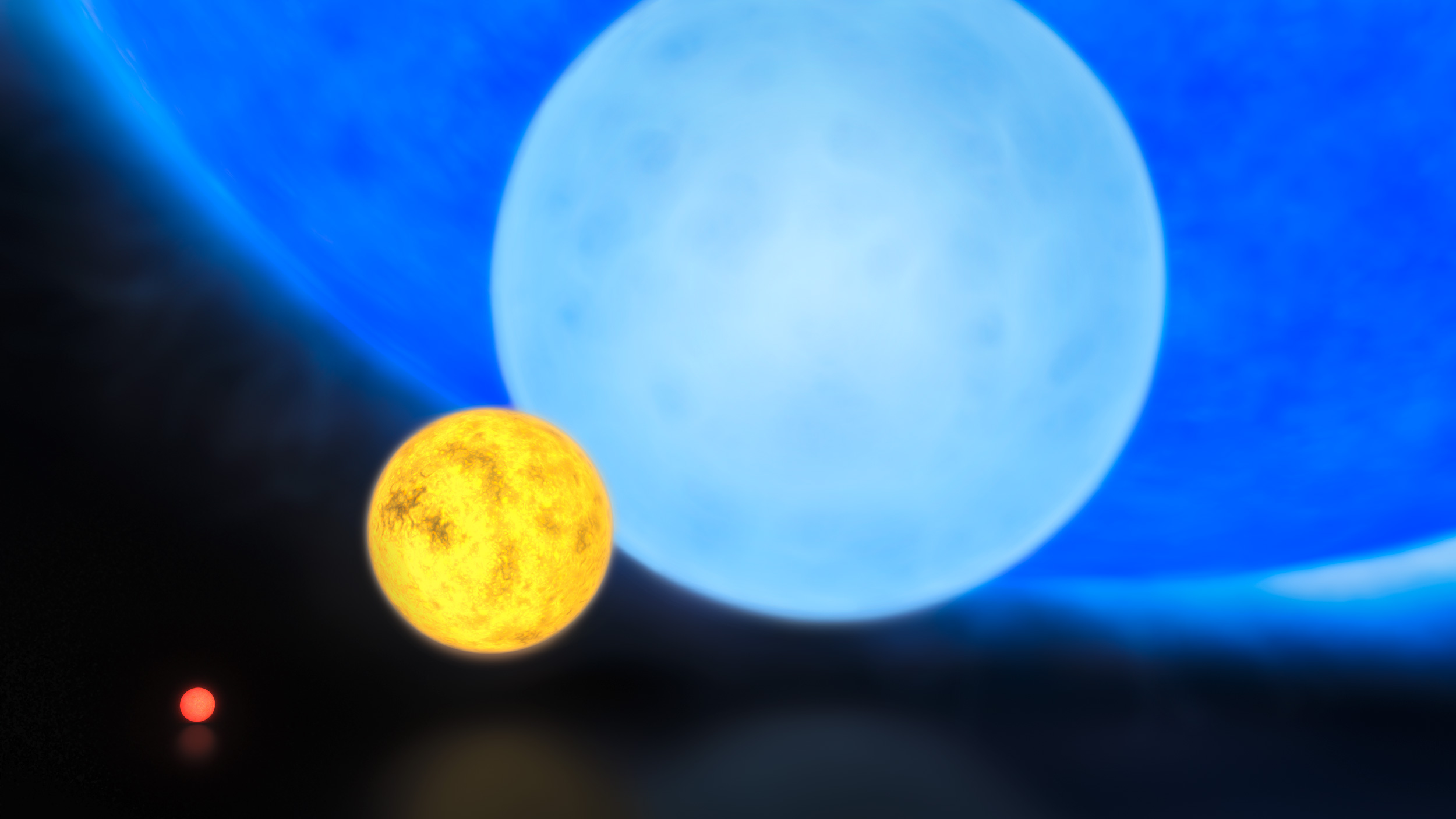
Comparación de tamaños, de izquierda a derecha: una enana roja, el Sol, después una supergigante azul y finalizando con la hipergigante R136a1 como ejemplo. R136a1 no es la estrella más grande conocida en términos de volumen, la primacía le corresponde a Stephenson 2-18

Las supergigantes azules (del inglés: blue supergiants) son estrellas muy luminosas y calientes, conocidas científicamente como supergigantes OB. Tienen clase de luminosidad I y de clase espectral comprendida entre "O" y hasta B9. Se hallan en la parte superior izquierda del diagrama de Hertzsprung-Russell y hacia la derecha de la secuencia principal. Son más grandes que el Sol pero más pequeñas que una supergigante roja, con temperaturas superficiales de 10.000 a 50.000 K y luminosidades de aproximadamente de 10.000 a un millón de veces el del Sol.
Los procesos de fusión nuclear de estas estrellas de gran tamaño se desarrollan a tal ritmo que el hidrógeno se consume rápidamente en cantidades ingentes, lo que las convierte en las estrellas más activas de todas las conocidas. A consecuencia de ello, estas estrellas son sumamente calientes, correspondiéndoles el color de sus superficies (azul o blanco azulado) a los tipos espectrales O y B. 
Asimismo la vida media de estas estrellas es muy corta en comparación con la de otras de menor masa, ya que literalmente se consumen en un breve espacio de tiempo, terminando su existencia como supernovas y dejando como residuo final una estrella de neutrones o un agujero negro.

## Formación

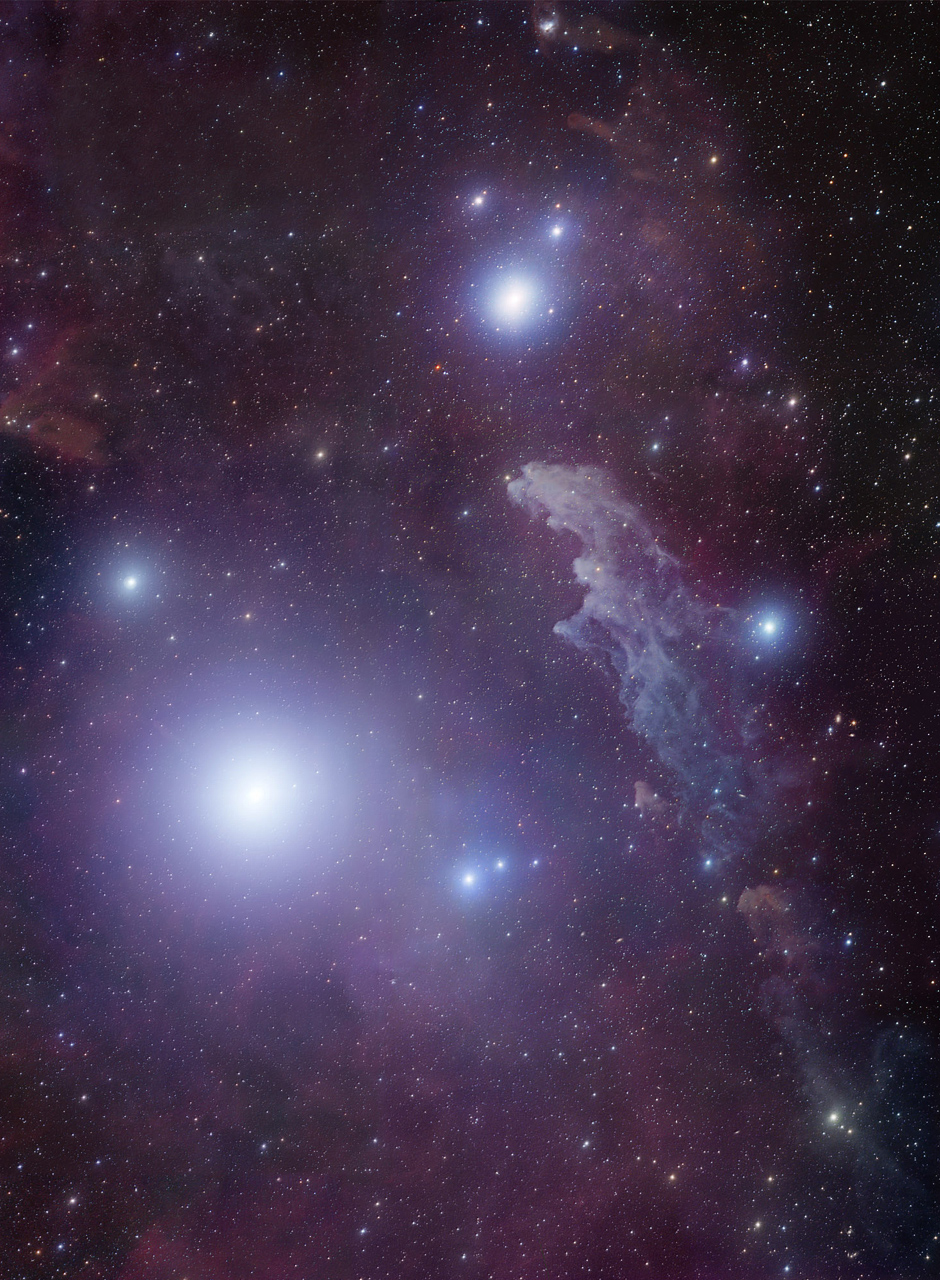
Rigel y la nebulosa IC 2118 a la que ilumina

Las supergigantes son estrellas evolucionadas de gran masa, más grandes y más luminosas que las estrellas de la secuencia principal. Las estrellas de clase O y B con masas iniciales en torno a  10-100 M☉ evolucionan fuera de la secuencia principal en tan sólo unos pocos millones de años, en tanto su hidrógeno se haya ya consumido y elementos más pesados comienzan a aparecer cerca de la superficie de la estrella. Estas estrellas se convierten normalmente en supergigantes azules, aunque es posible que algunas de ellas evolucionen directamente hacia estrellas Wolf-Rayet. La expansión en la etapa de supergigante ocurre cuando el hidrógeno en el núcleo de la estrella se agota y comienza a quemarse la capa de hidrógeno, pero también puede ocurrir que elementos pesados sean dragados hasta la superficie por convección y se pierda masa debido al aumento de presión en la radiación.
Las supergigantes azules de reciente evolución de la secuencia principal tienen luminosidades extremadamente altas, altas tasas de pérdida de masa, y son generalmente inestables. Muchas de ellas se convierten en variables luminosas azules con episodios de extrema pérdida de masa. La disminución de la masa en las supergigantes azules continúa hasta que se expanden y se convierten en supergigantes rojas. Durante el proceso deben pasar algún tiempo como supergigantes amarillas o hipergigantes amarillas, pero esta expansión se produce en unos pocos miles de años, por lo que estas estrellas tienden a ser raras. Las supergigantes rojas de mayor masa expelen sus atmósferas exteriores y evolucionan nuevamente a supergigantes azules, y posiblemente en adelante hacia estrellas Wolf-Rayet. Dependiendo de la composición y de la masa exacta de una supergigante roja, puede ejecutar un número de bucles azules antes incluso de explotar como una supernova de tipo II, o finalmente, expulsar suficientemente sus capas exteriores para convertirse de nuevo en una supergigante azul, menos luminosa que la primera vez, aunque más inestable. Si una estrella de este tipo puede pasar a través del vacío evolutivo de amarilla, se espera que se convierta en una de las variables luminosas azules de menor luminosidad.
Las supergigantes azules más masivas son demasiado luminosas para retener una extensa atmósfera y nunca se expanden como supergigante roja. La línea divisoria es de aproximadamente 40 M☉, a pesar de que las mejores y más grandes súper-gigantes rojas se desarrollan a partir de estrellas con masas iniciales de 15 a 25 M☉. No está claro si las supergigantes azules más masivas pueden perder suficiente masa como para evolucionar de forma segura hacia una agradable etapa de vejez como una estrella Wolf Rayet y, finalmente, hacia una enana blanca, o llegar a la etapa Wolf Rayet y explotar como supernova, o explotar como supernova siendo aún supergigantes azules.
Las progenitoras de supernovas son comúnmente supergigantes rojas y se creía que sólo las supergigantes rojas podían explotar como supernovas. Sin embargo, SN 1987A, obligó a los astrónomos a volver a examinar esta teoría, ya que su progenitora, Sanduleak -69° 202a, era una supergigante azul B3. Ahora se sabe por la observación de que, casi cualquier clase de estrella evolucionada de gran masa, incluyendo supergigantes azules y amarillas, pueden explotar como supernova, aunque la teoría aún tiene dificultades para explicar cómo en detalle. Aunque la mayoría de las supernovas son de las de tipo II-P relativamente homogéneas y son producidas por supergigantes rojas, se han observado supergigantes azules que producen supernovas con una amplia gama de luminosidades, duraciones y tipos espectrales, a veces sub-luminosas como SN 1987A, a veces super-luminosas como muchos tipos de supernova IIn.

## Principales supergigantes azules
Probablemente la supergigante azul más conocida sea Rigel (β Orionis), que con una magnitud aparente de +0,12 es la estrella de este tipo más brillante en el cielo nocturno. Su luminosidad real es unas 66.000 veces mayor que la del Sol y su masa es del orden de 20 masas solares. También en la constelación de Orión son supergigantes azules Alnilam (ε Orionis), Alnitak (ζ Orionis) y Saiph (κ Orionis). Asimismo era una supergigante azul la progenitora de la supernova SN 1987A, de nombre Sanduleak -69° 202a, en la Gran Nube de Magallanes.
En la siguiente tabla se recogen algunas de las supergigantes azules más conocidas.
| Nombre  | Denominación de Bayer | Tipo espectral | Luminosidad* (soles) | Temperatura (K) | Distancia (Años luz) |
| ------- | --------------------- | -------------- | -------------------- | --------------- | -------------------- |
| Rigel   | β Orionis             | B8 Ia          | 66.000               | 11.000          | 910                  |
| Alnilam | ε Orionis             | B0 Iab         | 375.000              | 25.000          | 1340                 |
| Alnitak | ζ Orionis             | O9.5 Ib        | 100.000              | 31.000          | 800                  |
| Naos    | ζ Puppis              | O5 Ia          | 550.000              | 42.000          | 900                  |
| Aludra  | η Canis Majoris       | B5 Ia          | 66.000               | 13.500          | 2000                 |
| Menkib  | ζ Persei              | B1 Ib          | 105.000              | 23.000          | 982                  |

*bolométrica